# Municipio de Middleton (Misuri)
El municipio de Middleton (en inglés: Middleton Township) es un municipio ubicado en el condado de Lafayette en el estado estadounidense de Misuri. En el año 2010 tenía una población de 1606 habitantes y una densidad poblacional de 9,44 personas por km².

## Geografía
El municipio de Middleton se encuentra ubicado en las coordenadas 39°9′24″N 93°32′2″O / 39.15667, -93.53389. Según la Oficina del Censo de los Estados Unidos, el municipio tiene una superficie total de 170.2 km², de la cual 167,12 km² corresponden a tierra firme y (1,81 %) 3,08 km² es agua.

## Demografía
Según el censo de 2010, había 1606 personas residiendo en el municipio de Middleton. La densidad de población era de 9,44 hab./km². De los 1606 habitantes, el municipio de Middleton estaba compuesto por el 94,96 % blancos, el 1,43 % eran afroamericanos, el 0,12 % eran amerindios, el 0,19 % eran asiáticos, el 2,18 % eran de otras razas y el 1,12 % eran de una mezcla de razas. Del total de la población el 5,17 % eran hispanos o latinos de cualquier raza.